# Baška (Košice-okolie)
Baška es un municipio del distrito de Košice-okolie en la región de Košice, Eslovaquia, con una población estimada a final del año 2024 de 797 habitantes.
Se encuentra ubicado en el centro de la región, en la cuenca hidrográfica del río Sajó (afluente derecho del Tisza) y cerca de la frontera con la región de Prešov y con Hungría.

## Demografía
| Año        | 1994 | 2004     | 2014     | 2024     |
| ---------- | ---- | -------- | -------- | -------- |
| Población  | 270  | 326      | 561      | 797      |
| Diferencia |      | +20,74 % | +72,08 % | +42,06 % |

| Año        | 2023 | 2024    |
| ---------- | ---- | ------- |
| Población  | 779  | 797     |
| Diferencia |      | +2,31 % |